# In hoc signo vinces

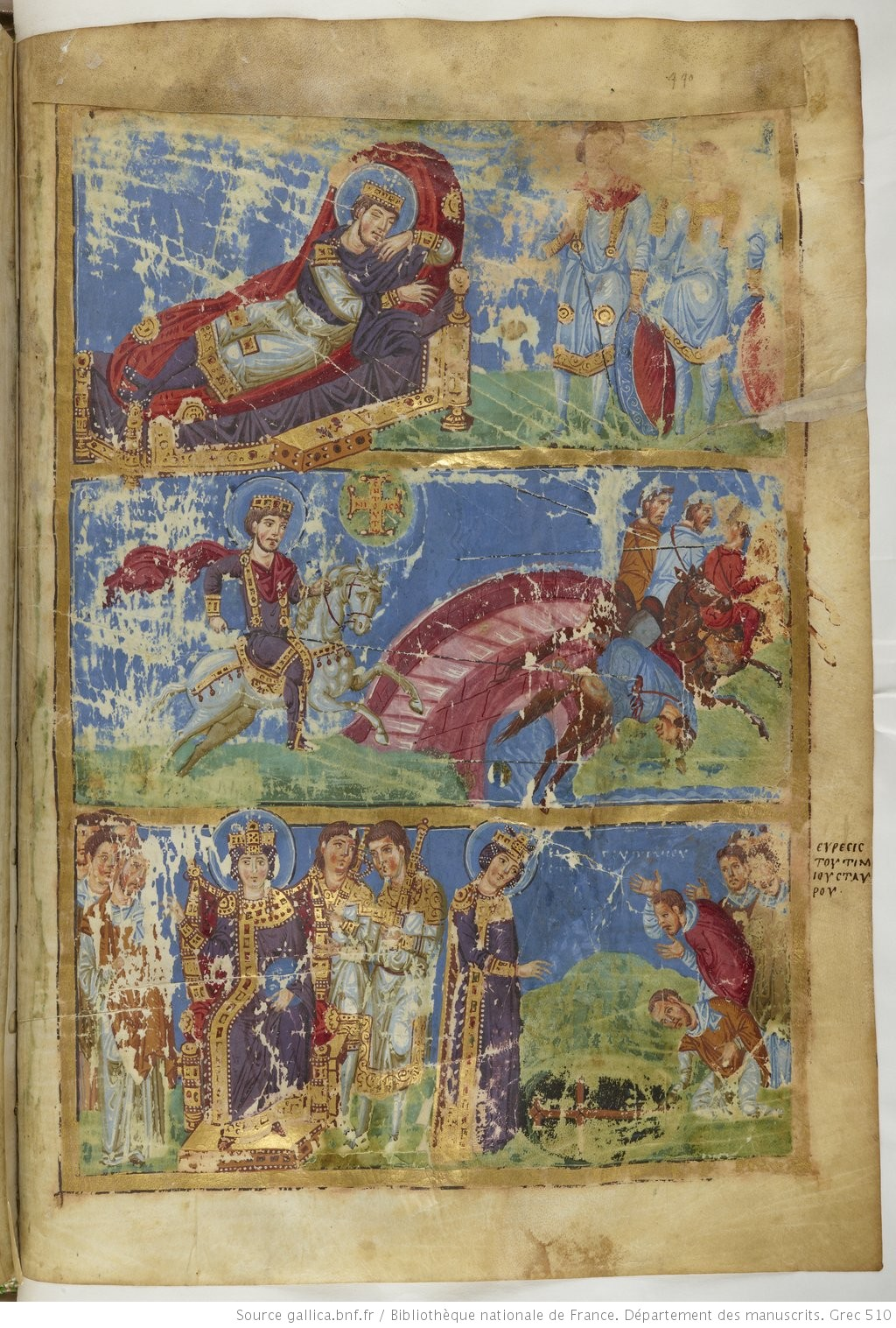
Sogno di Costantino da un manoscritto del IX secolo

In hoc signo vinces è una frase latina, dal significato letterale: "in (sotto) questo segno vincerai", traduzione del greco ἐν τούτῳ νίκα (letteralmente: "in (sotto) questo vinci"). La comparsa in cielo di questa scritta in greco accanto a una croce, sarebbe uno dei segni prodigiosi che sarebbero apparsi a Costantino I e che avrebbero preceduto la battaglia di Ponte Milvio. A partire dal Rinascimento, l'episodio compare ampiamente nell'iconografia cristiana.

## La visione di Costantino

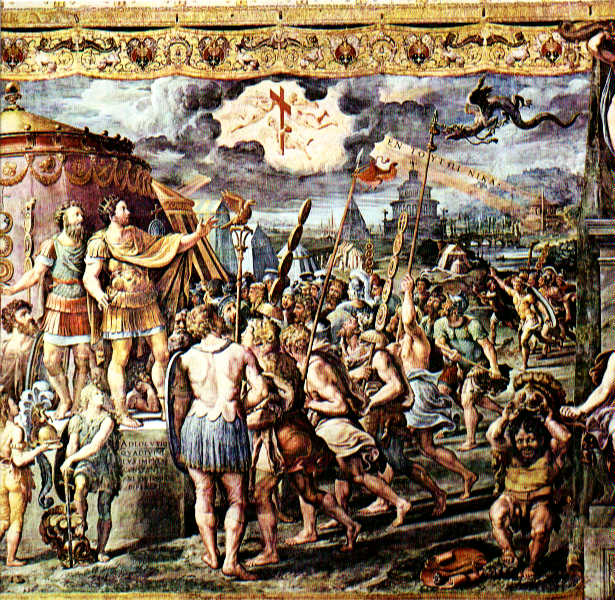
Apparizione della croce, Raffaello Sanzio; la croce e la scritta ἐν τούτῳ νίκα appaiono a Costantino I

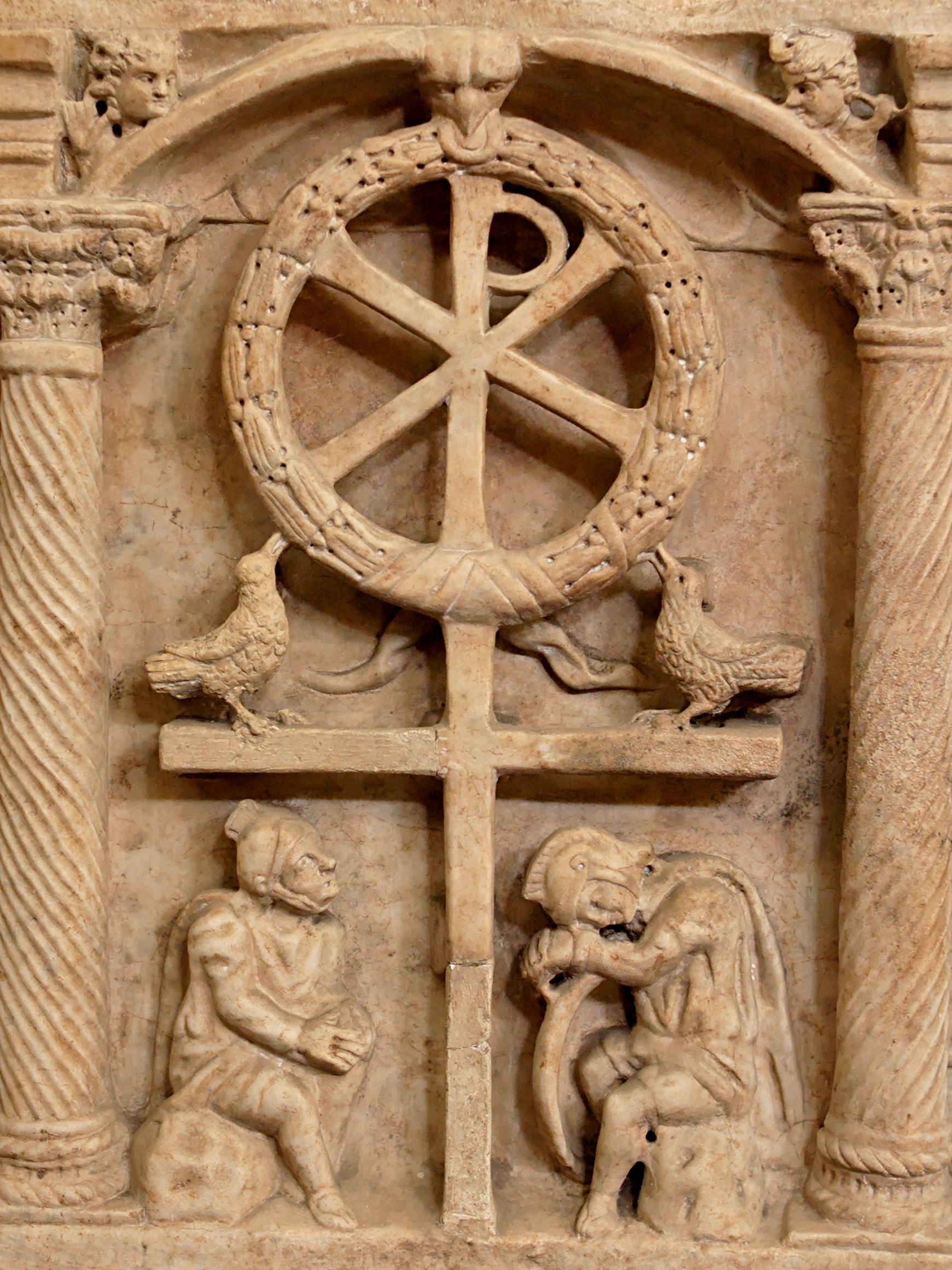
Esempio di chi-rho

L'episodio è raccontato soltanto nella Vita di Costantino, un'opera del vescovo Eusebio di Cesarea, stretto collaboratore di Costantino dal 325. Egli stesso mostra un certo scetticismo, dichiarando di credervi solo perché l'imperatore stesso glielo aveva riferito sotto giuramento.
Secondo il racconto di Eusebio, scritto subito dopo la morte dell'imperatore, Costantino si orientò verso il monoteismo quando ancora si accingeva a venire a Roma per combattere contro Massenzio. Rivoltosi in preghiera alla divinità, poco dopo mezzogiorno fu testimone, lui e il suo esercito, di un evento celeste prodigioso, l'apparizione appunto di un incrocio di luci sopra il sole e della scritta ἐν τούτῳ νίκα.
Nella notte successiva gli sarebbe apparso Cristo, ordinandogli di adottare come proprio vessillo il segno che aveva visto in cielo. La visione è menzionata anche da Lattanzio nel De mortibus persecutorum.
Nei giorni successivi Costantino avrebbe chiamato dei sacerdoti cristiani per essere istruito sul cristianesimo, religione il cui contenuto non gli era ancora noto.
Costantino inoltre avrebbe fatto precedere le proprie truppe dal labaro imperiale con il simbolo cristiano del chi-rho, detto anche monogramma di Cristo, formato dalle lettere XP (che sono le prime due lettere greche della parola ΧΡΙΣΤΟΣ cioè "Christòs") sovrapposte. Sotto queste insegne i soldati sconfissero l'avversario.

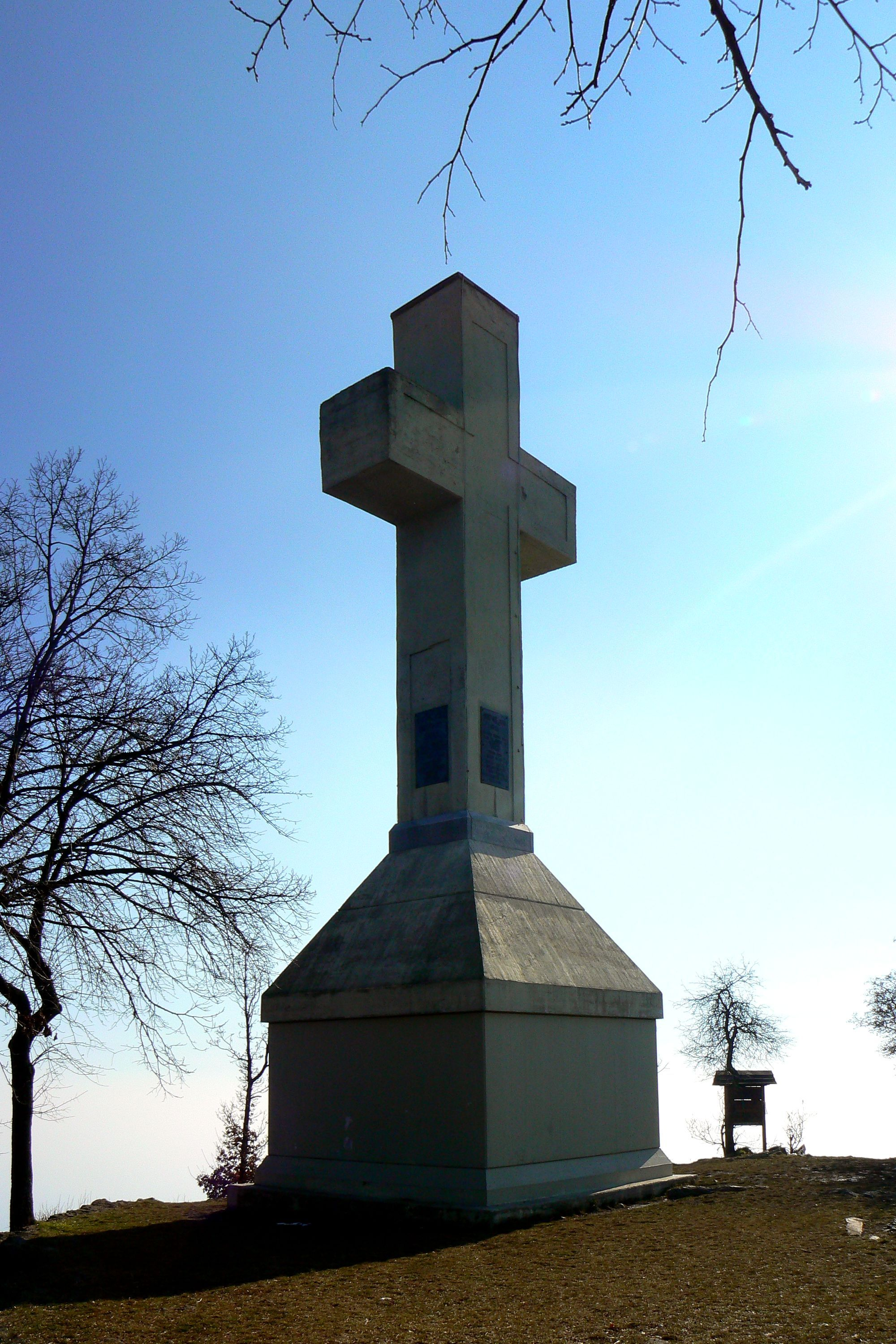
La colossale croce posta sulla spianata sommitale del Musiné a ricordo dell'apparizione.

Poiché Eusebio non specifica il luogo in cui sarebbe avvenuto il fenomeno miracoloso, sono sorte varie leggende che lo hanno collocato in diverse parti d'Italia dove Costantino sarebbe passato. Una di queste che affermava che la croce sarebbe apparsa a Costantino alla vigilia della battaglia di Torino, stagliandosi al disopra del Monte Musinè, ha fatto sì che nel 1901, sulla cima del monte stesso venisse eretta una gigantesca croce sulla quale vi è una piastra con la seguente scritta: 

## Altre versioni degli eventi
La vittoria di Costantino su Massenzio era già stata raccontata da Eusebio in un'altra sua opera, la Storia Ecclesiastica. La narrazione fu scritta poco dopo i fatti (anche se l'opera fu completata con un altro libro nel decennio successivo), quando Eusebio non aveva ancora conosciuto Costantino. In questa opera manca qualunque evento prodigioso. Eusebio paragona la brutta fine di Massenzio, annegato nel crollo del ponte Milvio, da lui stesso costruito, alla fine del faraone affogato durante l'Esodo del popolo ebraico dall'Egitto e attribuisce la vittoria di Costantino alla protezione divina.
La vicenda è trattata anche dallo scrittore cristiano Lattanzio, precettore dei figli di Costantino, nel De mortibus persecutorum, opera anch'essa scritta poco dopo i fatti. Egli non menziona alcuna visione prodigiosa, ma riferisce che la notte prima della battaglia Costantino avrebbe ricevuto in sogno l'ordine di mettere sullo scudo dei propri soldati un segnale celeste divino (coeleste signum Dei), senza specificare chi avesse dato quell'ordine né quale simbolo gli fosse stato ordinato di utilizzare. Il segno concretamente utilizzato da Costantino è descritto da Lattanzio in modo poco chiaro: potrebbe trattarsi non di un chi-rho, ma di uno staurogramma, un simbolo comunque anch'esso interpretabile come cristiano.
Vi è anche un'interpretazione pagana degli eventi. Costantino avrebbe avuto un sogno o una visione mentre visitava il tempio di Apollo-Grannus a Grand, una località sulla via da Treviri a Lione. Costantino avrebbe visto tre "X" o tre corone d'alloro, promessa di un trentennio di vittorie: Vidisti enim, credo, Constantine, Apollinem tuum comitante Victoria coronas tibi laureas afferentem quae tricenum singulae ferunt omen annorum. Si osservi che Apollo era proprio il dio, a cui Ottaviano aveva attribuito il merito della vittoria di Azio.
Il panegirico sarebbe stato letto a Treviri nel 310 e descriverebbe una visione, che, però, sarebbe da collocarsi verso il 309 o prima, in modo che l'emissione di monete costantiniane dedicate al sole invitto, iniziata appunto in quell'anno, possa esserne interpretata come una conferma. La precisione temporale della previsione (il regno di Costantino, mai sconfitto in battaglia, durò esattamente poco più di trent'anni) induce a sospettare che si tratti di una profezia ex post; da collocarsi quindi in contemporaneità alla Vita di Costantino.
La presenza di eventi prodigiosi e la discordanza fra le diverse versioni degli eventi ha portato a conclusioni contrapposte. Alcuni hanno cercato di conciliare Eusebio e Lattanzio, dando origine alla versione tradizionale, più rappresentata nell'iconografia, che colloca la visione celeste nel giorno precedente la battaglia. Altri hanno ipotizzato che la Vita di Costantino non sia opera di Eusebio o comunque sia stata interpolata dalla tradizione ecclesiastica. Altri ancora hanno polemizzato se la profezia cristiana sia stata ricalcata su quella pagana o viceversa.

## Interpretazioni moderne

### Eventi astronomici

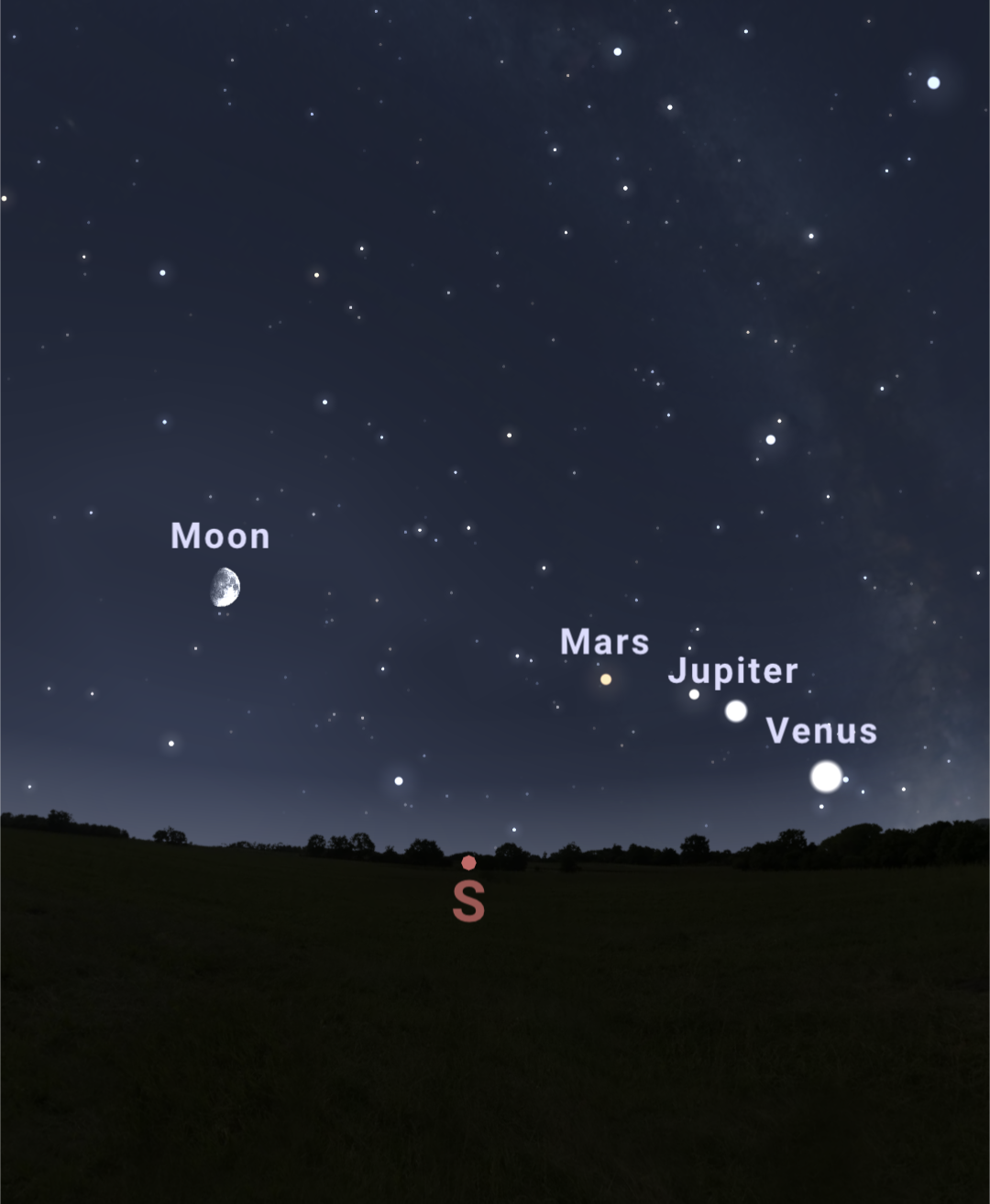
Mappa celeste visibile dal Ponte Milvio in Roma la notte del 27 ottobre 312 DC, ottenuta attraverso simulazione. Questa è la vista osservata da Costantino e dal suo esercito la notte precedente alla battaglia di Ponte Milvio contro Massenzio

Nel corso degli anni, diversi studiosi hanno individuato presunte corrispondenze fra fenomeni astronomici ed il "segno celeste" della visione di Costantino.
Nel 1948, Fritz Heiland, dello Zeiss Planetarium di Jena, pubblicò una interpretazione della visione di Costantino, come conseguenza di una congiunzione planetaria. Nell'autunno del 312 tre pianeti luminosi, Marte, Saturno e Giove erano allineati fra il Capricorno e il Sagittario. La congiunzione astrale poteva essere interpretata dalle truppe come un presagio sinistro; Costantino si sarebbe inventato la leggenda cristiana per trasformare questo pericolo in un pegno celeste di vittoria.
Lo spettacolo celeste, a cui avrebbe assistito Costantino con il suo esercito, può essere ricostruito a computer. All'ora del tramonto (alba e tramonto erano i momenti più significativi secondo gli astrologi romani) sarebbe comparsa maestosa allo zenit la Croce del Cigno (una stella laterale la rende addirittura simile ad uno staurogramma). Proprio sotto di essa si trovava la costellazione dell'Aquila (simbolo di Roma e del suo esercito). Ancora più sotto, in corrispondenza della costellazione del Capricorno, una delle zone più buie del cielo, si trovavano allineati i principali pianeti: Venere, Giove, Saturno, Marte, che sono anche le principali divinità pagane. Poco dopo il tramonto del sole (altra divinità pagana), anche i pianeti tramontarono. Uno scenario, quindi, unico e molto simbolico, che forse potrebbe essere stato interpretato associando in qualche modo ai pianeti una lettera (i pianeti sono quattro, proprio come le parole in hoc signo vinces o come le lettere della parola greca nìka).
Va comunque precisato che la traduzione letterale del brano di Eusebio di Cesarea, dal greco al latino, è in hoc vinces, e pertanto composta di tre parole e non quattro, cosa che renderebbe la suddetta ipotesi difficilmente accettabile.
Recenti studi hanno fornito nuove possibili interpretazioni circa le suggestioni che questo assetto astronomico potrebbe avere avuto su Costantino. In effetti il quadro astrale, nel suo insieme, sarebbe estremamente raro da un punto di vista astronomico (si presenta tale quattro volte in quattromila anni) e ricco di significati da quello astrologico (un vecchio sistema di potere che tramonta ed uno nuovo che sorge).
In più sono stati segnalati vari indizi (archeologici, artistici, iconografici, numismatici, psicologici) che farebbero pensare all'importanza di questo disegno astrale e della costellazione del Cigno nel determinismo della "presunta visione", che sarebbe pertanto non un evento mistico-allucinatorio, ma una reale interpretazione razionale di un segno celeste, del quale la storia conserva piccole ma molto suggestive tracce nell'architettura (arco di Malborghetto e Battistero di San Giovanni in Fonte di Napoli), nella pittura (Il sogno di Costantino di Piero della Francesca ad Arezzo) e nella numismatica (follis con stella posta in posizione mai usata in precedenza).
Negli ultimi anni del secolo scorso, invece, il geologo svedese Jens Ormo e i suoi colleghi dell'Università di Pescara hanno supposto che Costantino e le sue truppe possano aver assistito alla caduta di un grosso meteorite. L'attraversamento dell'atmosfera terrestre potrebbe aver causato effetti luminosi visibili anche in pieno giorno. L'impatto con la superficie avrebbe determinato la formazione del cratere del Sirente, situato nel Parco naturale regionale Sirente-Velino in Abruzzo.

### Interpretazione "solare" della leggenda

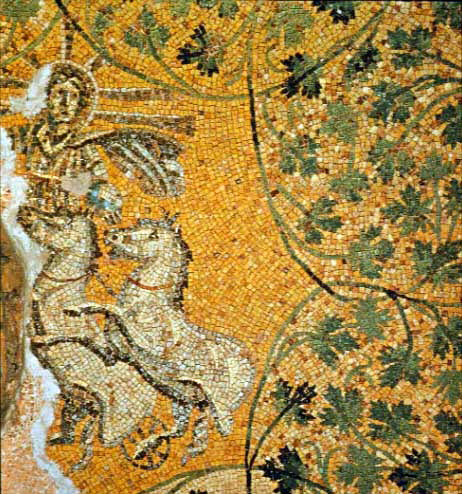
Un esempio storico di fusione tra mito cristiano e mito pagano: Cristo nelle vesti del dio-sole Helios/Sol Invictus alla guida del carro. Mosaico del III secolo della Necropoli Vaticana sotto la basilica di San Pietro.

Secondo alcuni storici la leggenda del sogno di Costantino ha una base nel fatto che in quel periodo nell'esercito romano era particolarmente diffuso il culto del dio orientale del sole Mitra, nell'Arcangelo Michele identificato sincreticamente con il Sol Invictus. I suoi fedeli dipingevano sullo scudo il suo simbolo (formato da una croce sovrapposta ad una X, con al centro un cerchio), simile al Chi-Rho.
La leggenda della visione di Costantino andrebbe quindi vista, storicamente, come trasformazione di una leggenda in origine pagana, che attribuiva non a Gesù bensì al Sole Invitto in persona, venerato dalla casta militare, l'apparizione nel luogo più logico, il cielo, assicurando la vittoria a Costantino e chiedendogli che fosse fatto quanto i soldati spontaneamente già facevano, ovvero dipingere il proprio simbolo sugli scudi.
E in effetti una delle due fonti della pia leggenda, Eusebio di Cesarea, specifica addirittura che il simbolo apparve a Costantino sovraimpresso al sole.
Dopo la scomparsa di Costantino, la cui autentica conversione al Cristianesimo è posta in dubbio da alcuni storici, secondo alcuni la leggenda sarebbe stata cristianizzata, adattando l'episodio ai simboli della nuova religione ormai trionfante.

## Testimonianze archeologiche dell'evento
Comunque si siano svolti gli eventi, vi sono diverse testimonianze che qualcosa di importante ebbe luogo. Anzitutto a Casale di Malborghetto, il sito nei pressi di Saxa Rubra dove si accampò Costantino e dove quindi sarebbe avvenuto il sogno, venne costruito un imponente arco commemorativo, databile proprio all'epoca costantiniana. Il simbolo del chi-rho, inoltre, comparve in emissioni monetarie costantiniane e nel Battistero di San Giovanni in Fonte di Napoli, anch'esso di possibile origine costantiniana.

## Uso colloquiale
La frase può anche essere usata nel linguaggio corrente come augurio per superare le difficoltà che si hanno.

## Curiosità
- La frase ha ispirato il titolo del racconto breve di fantascienza In Hoka Signo Vinces scritto da Poul Anderson e da Gordon R. Dickson.